# Anna Maria Bucciarelli
Anna Maria Bucciarelli (Impruneta, 18 aprile 1949) è una politica italiana.

## Biografia
Viene eletta consigliera regionale in Toscana nelle file del PCI nel 1985. In seguito alla svolta della Bolognina, aderisce al PDS, con tale partito viene eletta al Senato nel 1992. Riesce a confermare il proprio seggio a Palazzo Madama anche dopo le elezioni del 1994 coi Progressisti e nel 1996 con L'Ulivo. Termina il mandato parlamentare nel 2001.
È stata Sovrintendente della Scuola di musica di Fiesole.